# Cake Entertainment
Cake Entertainment (comercializado como CAKE) é uma empresa de entretenimento britânica fundada em 2002. Em 2011, a empresa Zinkia Entertainment, sediada em Madri, adquiriu uma participação na Cake Entertainment. Em 2014, a Cake Entertainment comprou-se de volta.

## Distribuição
- Total Drama[4]
- Skunk Fu![5]
- Stoked[6]
- Space Racers[7]
- Edgar & Ellen
- King Arthur's Disasters
- Aifric
- Aesop's Theather
- Plankton Invasion
- My Knight and Me
- Pocoyo
- Oscar's Oasis
- Trunk Train
- Clay Kids
- Hareport
- Time Quest
- Ready Jet Go! [8]
- Angelo Rules[9]
- Angry Birds Blues
- Angry Birds Toons

## Produções
- Angelo Rules[9]
- Bottersnikes and Gumbles
- My Knight and Me
- Poppy Cat
- Total Drama Daycare
- Pablo